# Skotská církev
Skotská církev (anglicky Church of Scotland, skotsky The Scots Kirk, skotskou gaelštinou Eaglais na h-Alba, v Británii neformálně označovaná the Kirk) je národní protestantskou církví Skotska. Vznikla roku 1560 odštěpením od římskokatolické církve reformací, kterou ve Skotsku vedl John Knox. Převažuje v ní kalvinistické zaměření teologie a od 17. století má presbyteriální církevní zřízení. Řídí ji generální synoda (General Assembly), konaná obvykle jednou do roka v Edinburghu, kam posílají své zástupce jednotlivé církevní obce (congregations), vedené svými vlastními místními synodami (Kirk Sessions) a spravované presbytery. Na rozdíl od Anglikánské církve v Anglii není Skotská církev formálně státní (established) církví; král je řadový člen církve a má pouze právo být přítomen na generální synodě. V roce 2013 měla Skotská církev asi 400 tisíc aktivních členů (asi 7,5 % populace Skotska).